# Süleyman Çelebi
Süleyman Çelebi (também conhecido como Emir Süleyman; fl. c. 1389/90 – 17 de fevereiro de 1411) foi um príncipe otomano e corregente do Império Otomano por vários anos durante o Interregno Otomano. Existe uma tradição de origem ocidental segundo a qual Solimão, o Magnífico seria o "Solimão II", mas tal tradição baseia-se no equívoco de que Süleyman Çelebi seria um sultão legítimo.

## Antecedentes
Süleyman era o segundo filho mais velho de Bayezid I, após Ertuğrul Çelebi. Em algumas fontes ocidentais contemporâneas, foi considerado entre os Sultões otomanos devido ao seu governo durante o interregno, sendo referido como Solimão I. Há poucas informações sobre sua juventude. Registros históricos o mencionam primeiro como administrador da província de Aidim, que controlava os portos de Balat e Ayasuluk, após a campanha de Bayezid I na Anatólia Ocidental, no inverno de 1389–1390. Nicolae Iorga afirma que Süleyman era o bei da Rumélia setentrional antes de ser nomeado para esse cargo, possivelmente relacionado à conquista da Bulgária nordeste pelo exército otomano sob o comando de Çandarlı Ali Paxá entre o inverno de 1387 e a primavera de 1389.
Fontes otomanas não mencionam Süleyman na conquista de Tarnovo, centro do Segundo Império Búlgaro, em 1393. Embora algumas crônicas digam que ele foi nomeado administrador de Sivas em 1392 e da região de Castamona no ano seguinte, esses registros resultam de confusões cronológicas. Sabe-se que Süleyman participou da Batalha de Nicópolis em 1396 e que, em 1398, foi enviado a Sivas com um exército por seu pai após a captura de Amasya, derrotando o governante Aq Qoyunlu Qara Yuluk Uthman Beg, tornando-se administrador da província. O viajante bávaro Johannes Schiltberger estava com Süleyman nesta campanha. Após a morte de seu irmão Ertuğrul Çelebi em 1400, Süleyman provavelmente foi nomeado administrador das regiões de Aidim, Sarucano e Carési. Participou da Batalha de Ancara com tropas dessas regiões.

## Interregno Otomano

Mapa dos Bálcãs Meridionais e da Anatólia Ocidental em 1410, pouco antes da derrota de Süleyman

Em 1403, assinou o Tratado de Galípoli com o regente bizantino João VII Paleólogo, durante a ausência do imperador Manuel II Paleólogo, que estava na Europa Ocidental. Pelo tratado, cedeu Tessalônica e outras regiões costeiras do Mar de Mármara ao Império Bizantino em troca de apoio durante o interregno. Declarou-se sultão do império em Edirne, co-capital otomana na Rumélia. A parte asiática, Anatólia, estava sob controle de seus irmãos İsa Çelebi e Mehmet Çelebi (futuro Mehmet I). Süleyman apoiou İsa contra Mehmet, mas Mehmet venceu diversas batalhas em 1406.
Temendo o crescimento do poder de Mehmet, Süleyman cruzou o Estreito de Dardanelos para reunificar o império. Capturou Bursa, capital anatólica, e depois avançou para intimidar os pequenos beiados turcomanos (Aidim e Menteshe), que haviam se libertado após a derrota em Ancara. Em seguida, capturou Ancara de Mehmet, mas não prosseguiu.
Süleyman retornou a Bursa, o que permitiu a Mehmet reagrupar-se. Mehmet aliou-se a Musa Çelebi, outro irmão aspirante ao trono, enviando-o à Rumélia via Valáquia (atual Romênia). Süleyman passou a lutar em duas frentes, contra Musa na Europa e contra Mehmet na Anatólia. Ele concentrou-se em Musa, deixando Anatolia novamente para Mehmet. Musa contava com apoio de Valáquios e Sérvios, enquanto Süleyman era apoiado pelos Bizantinos. Contudo, os sérvios passaram a apoiá-lo e Musa foi derrotado na Batalha de Kosmidion, em 15 de junho de 1410.
Apesar da vitória, Süleyman tornou-se indulgente e negligente após a morte de seu competente vizir Çandarlı Ali Paxá. Em 1411, com o avanço de Musa sobre Edirne, Süleyman foi abandonado por seus aliados. Tentou fugir para territórios bizantinos, mas foi assassinado em 17 de fevereiro de 1411.

## Consequências

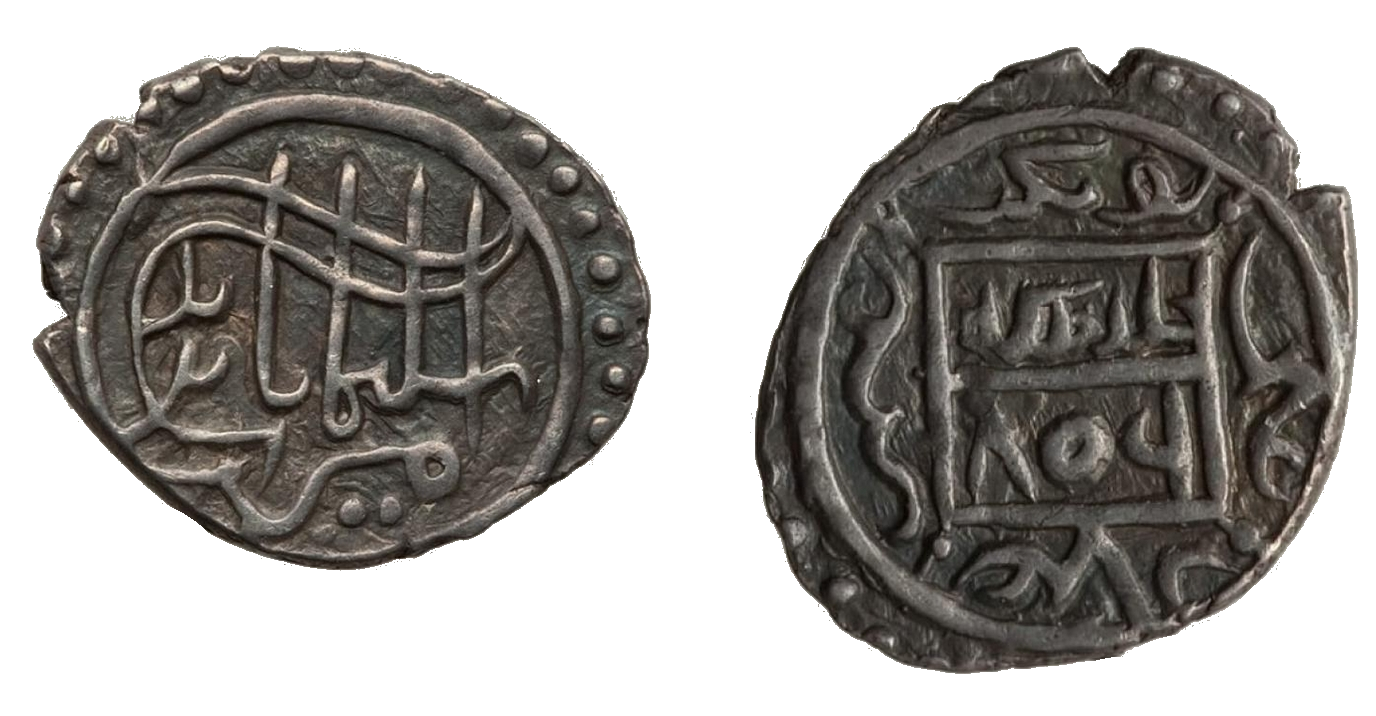
Akçe cunhada por Süleyman em 1404, com tugra no anverso e nomes dos califas Rashidun no reverso

Após a morte de Süleyman, Musa assumiu o controle da Rumélia. A aliança entre Mehmet e Musa logo se desfez, e os irmãos continuaram a lutar até a derrota e morte de Musa em 5 de julho de 1413, na Batalha de Çamurlu, quando Mehmet tornou-se o único sultão como Mehmet I.

## Família
Süleyman teve uma consorte conhecida:
- Filha de Teodoro I Paleólogo, déspota da Moreia, filho de João V Paleólogo, com concubina não identificada, casou-se em 1404;

Teve um filho, de concubina desconhecida:
- Orhan Çelebi (1395–1429), com três filhos e duas filhas:
  - Orhan Çelebi (1412–1453)[8]
  - Mehmed Şah Çelebi (falecido em 31 de dezembro de 1421)[8]
  - Paşa Melek Hatun, casou-se com um bei de sanjaco otomano[8]
  - Fatma Şahzade Hatun, conhecida como Hund Şehzade (1422–1455)[9]
  - Süleyman Çelebi (1423–1437)[10]